# Paroisse de l'Ibérie
La paroisse de l'Ibérie, en anglais : Iberia Parish, est située dans l'État américain de la Louisiane. Son siège est à La Nouvelle-Ibérie. Selon le recensement des États-Unis de 2020, sa population est de 69 929 habitants. Elle est une des 22 paroisses de la région officielle de l'Acadiana.

## Géographie
La paroisse a une superficie de 1 490 km2 de terre émergée et 1 180 km2 d’eau. Elle est enclavée entre les deux parties de la paroisse de Saint-Martin au nord et sud, la paroisse d'Iberville au nord-est, la paroisse de l'Assomption à l'est, la paroisse de Sainte-Marie au sud-est, la paroisse de Vermillon à l'ouest, et la paroisse de La Fayette au nord-ouest. Le golfe du Mexique est au sud.  

### Municipalités
- Delcambre
- Jeanerette
- La Nouvelle-Ibérie
- Loreauville
- Lydia

### Autres localités
- Poufette[1].

## Démographie
| Groupe                           | Paroisse de l'Ibérie | Louisiane | États-Unis |
| -------------------------------- | -------------------- | --------- | ---------- |
| Blancs                           | 62,2                 | 62,6      | 72,4       |
| Afro-Américains                  | 32,0                 | 32,0      | 12,6       |
| Asiatiques                       | 2,4                  | 1,6       | 4,8        |
| Métis                            | 1,6                  | 1,6       | 2,9        |
| Autres                           | 1,5                  | 1,6       | 6,4        |
| Amérindiens                      | 0,4                  | 0,7       | 0,9        |
| Total                            | 100                  | 100       | 100        |
|                                  |                      |           |            |
| Hispaniques et Latino-Américains | 3,1                  | 37,6      | 16,7       |

Selon l'American Community Survey, en 2010, 86,36 % de la population âgée de plus de 5 ans déclare parler l'anglais à la maison, 8,35 % le français, 2,81 % l'espagnol, 1,33 % le laotien et 1,15 % une autre langue.